# Наши (народно-освободительное движение)
Наши (Народно-освободительное движение «Наши», НОД «Наши») — национал-патриотическая организация, созданная телевизионным журналистом и политиком Александром Невзоровым, а также его сторонниками в 1991 году в Санкт-Петербурге. Региональные отделения существовали в нескольких городах России в начале 1990-х годов.

## Предыстория
15 января 1991 года по Первой программе Центрального телевидения был показан репортаж Александра Невзорова под названием «Наши» о январских событиях 1991 года в Вильнюсе, идущий вразрез с трактовкой в зарубежных, а также советских либеральных СМИ.
В своем репортаже Невзоров героизировал верный Москве Вильнюсский ОМОН и советские войска, находившиеся на территории Литвы, годом ранее провозгласившей свою независимость. Сюжет вызвал общественный резонанс, ряд советских политиков назвали его фальшивкой, ставящей целью оправдать применение войск против мирных граждан (13 января в Вильнюсе советские войска штурмовали местный телецентр, погибло 13 человек).
В течение последующих недель Невзоров сделал ещё несколько передач для Центрального телевидения, в частности, о Рижском ОМОНе, называя его бойцов «нашими». В кадре зритель видел бронетехнику ОМОНа с надписью «Наши», нашивки с той же надписью на рукавах бойцов и аналогичные граффити на стенах домов.
На протяжении нескольких месяцев ОМОНовцы с нашивками «Наши» приезжали на границу, при помощи физической силы разгоняя литовских таможенников и поджигая их вагончики-бытовки, что демонстрировал в своих репортажах Невзоров. Всего было  по сведениям литовской стороны уничтожено 16 таможенных постов, в то время как по сведениям Рижского ОМОН более 100.

## История появления
22 ноября в выпуске «600 секунд» Александр Невзоров сообщил, что на редакцию программы «с крайне любопытными предложениями вышел совет народного освободительного движения, называющегося „Наши“, находившегося достаточно долгое время в подполье», заявил, что знаком с программой движения, включающей «конституционный и полный приход к власти», и призвал собраться для организации на следующий день в сквере дома № 35 на улице Комсомола. 23 ноября 1991 года на митинге своих сторонников в Санкт-Петербурге, на котором собрались 8000 человек, Невзоров провозгласил создание народно-освободительного движения «Наши» имени Александра Невского. Его целью было заявлено восстановление Союза ССР как преемника Российской империи. В состав движения вошли люди и организации, представлявшие самые разные оттенки политического спектра того времени: от представителей РКРП до «Русской партии», от коммунистов до монархистов, в том числе и такие радикальные националисты, как, в частности, бывший член общества «Память» Юрий Риверов, председатель Народно-Социальной партии Юрий Беляев, а также командир Рижского ОМОНа Чеслав Млынник, что позволило либеральным журналистам тут же приклеить этому новому движению оппозиции Ельцину ярлык «нашисты».
Корреспондент журнала «КоммерсантЪ — Власть» так описал происходящее:
Невзоров при свете двух огромных факелов заявил собравшемуся в сквере народу: "Каждый истинный гражданин России в душе мечтает о ГКЧП, потому что страна, по сути, захвачена неприятелем". Он также сообщил, что неприятелем этим является горбачёвско-ельцинско-собчаковское руководство.

Сходка постановила образовать народно-освободительное движение и приступить к формированию его руководящих органов. О своём участии в движении объявили все патриотические организации Санкт-Петербурга, в совет движения приглашён н. д. СССР Виктор Алкснис.
Массовые выступления сторонников Невзорова не помешали тогда руководству телевидения отстранить его от эфира с 28 ноября 1991 года и на время закрыть его программу «600 секунд». Однако уже вскоре «секунды» снова возобновили свою работу.

## Учредительное собрание
30 ноября 1991 года прошло учредительное собрание движения «Наши». Со слов политолога Владимира Гельмана:
около полутора тысяч человек до отказа заполнили зал дома культуры Сталепрокатного завода, ещё человек пятьсот толпились на улице, слушая трансляцию происходящего. Журналисты «не тех» изданий в зал допущены не были. Целью движения Невзоров провозгласил возрождение великого государства, которое теперь «лишилось всех завоеваний, купленных страшной кровью дедов и прадедов» (листовка А. Невзорова «К нашим»). Приветствовал собравшихся депутат горсовета капитан милиции Ю.А. Беляев — лидер Народно-социальной партии.

В состав совета движения сразу же вошел один из лидеров бывшей «Памяти» Ю.В. Риверов. На призыв Невзорова откликнулось также немало коммунистов и просто недовольных ухудшением экономического положения, что позволило провести 7 декабря мощный митинг перед Михайловским замком. Митинг собрал чрезвычайно редкое для петербургских антидемократических мероприятий число участников — от трёх до пяти тысяч человек

## Деятельность
В 1992 году существовал и выступал с заявлениями координационный совет движения. Осуществлялся сбор медикаментов и денежных средств в помощь Приднестровью, формировались отряды добровольцев для отправки на «молдавский фронт». Членами движения укрывались от преследования со стороны латвийских и российских спецслужб бывшие бойцы Вильнюсского и Рижского ОМОНов, бывшие работники других правоохранительных органов получивших независимость прибалтийских республик, как, например, бывший первый заместитель прокурора Латвийской ССР, коммунист Андрис Рейниекс.
В 1991—1993 годах руководителем Смоленского регионального отделения движения был бард, поэт и журналист, автор цикла Песен русского Сопротивления Александр Крылов — участник войн в Приднестровье и Сербии, арестованный в 1992 г. за нанесение на стены домов в канун 7 ноября надписей антиельцинского содержания, что послужило основанием для возбуждения против него уголовного дела по статье «Хулиганство». В связи с арестом А. Крылова шеф-редактор программы «600 секунд» А.Г. Невзоров в очередном выпуске передачи сказал:
В Смоленске арестован очень чистый и светлый человек, ветеран войны в Приднестровье...
Песни А. Крылова в то время неоднократно звучали в эфире «600 секунд», на радио Приднестровья.
В 1992—1993 гг. действовал ряд региональных организаций, в частности, мощное Барнаульское отделение, организовавшее сбор медикаментов в помощь воюющему Приднестровью и отправку добровольцев для участия в войне на стороне ПМР, ряд протестных акций, выпускавшее также собственную газету. Атрибутика барнаульского отделения откровенно копировала символику III Рейха (например, нарукавные повязки со стилизованной чёрной надписью «Наши» в белом круге на красном фоне), а структура — формирования штурмовых отрядов СА. Впоследствии многие «нашисты» перешли в другие националистические и оппозиционные организации.

## Последствия
В 2005 году бывший председатель движения «Наши» Игорь Ильин, в 1992—1993 годах работавший начальником пресс-центра, а затем начальником съёмочной бригады программы Невзорова «600 секунд», а также руководивший предвыборной кампанией Невзорова по выборам в Государственную думу заявил
Что касается движения «Наши», то оно тихо скончалось, так себя по-настоящему и не проявив. Все мы, искренне поверив Невзорову в самом начале, затем поняли, что он просто создает «массовку» для своей программы
После спада активности периода начала 1992 г. большинство членов движения влились в другие оппозиционные организации, в частности, в созданный осенью 1992 г. Фронт национального спасения (ФНС), вхождение в состав которого не было поддержано А. Невзоровым и Центральным Советом «Наших». Тем не менее, Чеслав Млынник, Александр Невзоров и другие активисты и участники движения наряду с ФНС приняли непосредственное участие в событиях сентября-октября 1993 года в Москве, в том числе с оружием в руках.
Как отмечал репортёр журнала «КоммерсантЪ — Деньги», в 2005 году бренд «Наши» был реанимирован властями и, с благословения самого первого «нашиста» — Александра Невзорова — использован при создании одноимённого прокремлёвского молодёжного движения «Наши»